# Schloss Worb

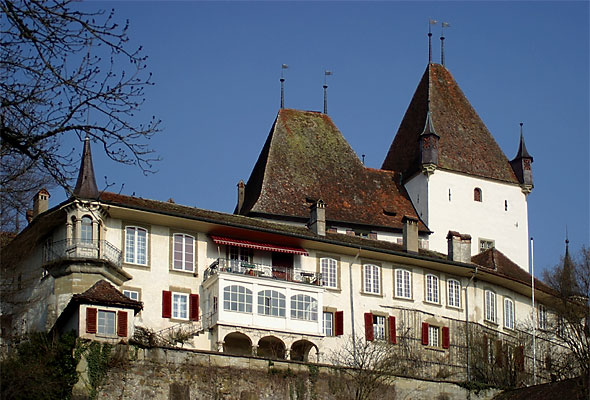
Schloss Worb

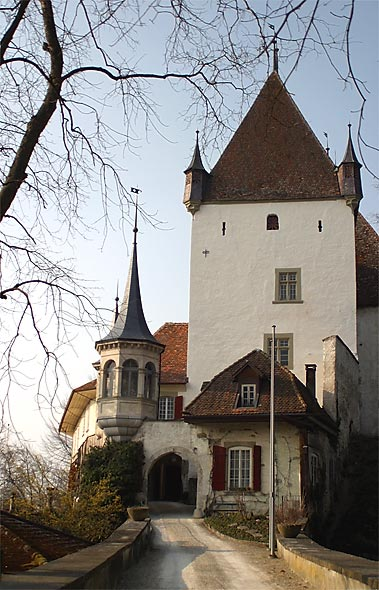
Tor zum Schloss

Das Schloss Worb ist ein Schloss in der Gemeinde Worb, Kanton Bern, Schweiz.
Es wurde für die Freiherren von Worb erbaut, die erstmals um 1130 erwähnt werden. 1146 hielt Herzog Konrad I. von Zähringen auf ihrem Herrensitz Gericht. Von ihnen ging die Burg 1329 an Johann von Kien und nach dessen Tod 1352 an die Familie von Diesbach über, die vor allem durch Niklaus von Diesbach (1430–1475) bekannt wurde. Ein Neubau der Burg erfolgte nach einem Brand im Jahre 1535.
Ende des 16. Jahrhunderts gehörte die Herrschaft Worb drei Miteigentümern und wurde in der Folgezeit noch weiter aufgeteilt, bis 1668 Christoph von Graffenried (1603–1687) sämtliche Teile wieder vereinigen konnte. Sein Neffe war Christoph von Graffenried (1661–1743), der Gründer der Kolonie New Bern in North Carolina. Bis 1792 blieb die Herrschaft im Besitz der Familie von Graffenried, danach verkaufte sie eine Erbengemeinschaft an Johann Rudolf von Sinner. Nach mehreren Besitzwechseln ist das Schloss heute immer noch in privater Hand.
Im barocken Wohngebäude aus dem 17. Jahrhundert ist eine bäuerliche Glassammlung zu sehen, und in der Bel-Etage finden sich Räume mit bemalten Leinentapeten.
Das Schloss ist in Privatbesitz und nicht öffentlich zugänglich.
Neben dem alten Schloss wurde nach 1743 das spätbarocke Neue Schloss Worb erbaut.